# ذی‌نفع
ذی‌نفع (به انگلیسی: stakeholder) شخص یا سازمانی است که فعالانه در یک پروژه یا فعالیت شرکت دارد یا شیوهٔ انجام یا پایان یافتن آن پروژه و فعالیت، بر سود یا زیان او تأثیر می‌گذارد. در نگاهی کلّی‌تر، ذی‌نفعان، موجودیت‌ها، گروه‌ها و افرادی هستند که بر سازمان اثر می‌گذارند یا از آن اثر می‌پذیرند و طیف گسترده‌ای را در بر می‌گیرند؛ از کارکنان، مشتریان، شرکای تجاری و جوامع محلّی گرفته تا محیط زیست، رسانه‌ها، نهادهای مردمی، شهروندان و دولت. امروزه در ادبیات مدیریت، تئوری ذی‌نفعان صحبت از این می‌کند که سازمان بایستی نه فقط به سهام‌داران خود، بلکه به همهٔ ذی‌نفعان خود و انتظارات آن‌ها توجه کند.

## گروه‌های ذی‌نفع سازمان
این گروه‌ها یا نهادها بر راهبرد‌های سازمان تأثیر می‌گذارند یا از آن اثر می‌پذیرند و عبارت‌اند از:
- کارمندان
- مدیران
- سهامداران
- هیئت مدیره
- مشتریان
- عرضه‌کنندگان مواد اولیه
- توزیع کنندگان محصولات
- بستانکاران
- دولت‌های محلّی، ایالتی یا فدرال و خارجی
- اتحادیه‌های کارگری
- شرکت‌های رقیب
- مردم
- رسانه‌ها
- سازمان‌های مردم نهاد و اجتماعی
- معتمدین و افراد پر نفوذ جامعهٔ محلّی
- نسل‌های آینده
- محیط زیست